# 国土交通 (広報誌)
国土交通（こくどこうつう）とは、国土交通省の広報誌である。

## 概要
国土交通行政に関するPRを行う。
専門用語はできるだけ分かり易い表現にし、専門知識のない人にもわかりやすい表現がなされている。写真も多い。
おもな購読者は国交省関係者および運輸・建設関係の企業など。
新聞記者により執筆されるコラム等もある。
個人の意見を書く人もいるので、最後のページには「本誌の掲載文で、意見を述べた部分については、執筆者の個人的見解であることをお断りします」と表示されている。
2006年5月号（ISSNは1346-7107）はNo.65である。
2009年3月号（平成21年3月20日発行）をもって一旦休刊となった。今後は新しい形での広報誌の発行を検討している。
新しい形では、「国土交通」No.１００ （2009.12－2010.1）より、隔月で発行されている。

## 発行日と定価
毎月20日発行。定価590円（消費税含む）（年間購読料8000円）と有料である。
無料配布されることもあるが、購入するには、国土交通省大臣官房広報課又は（社）建設広報協議会、（財）運輸振興協会、（財）国土計画協会、（財）北海道開発協会などの公益法人に問い合わせしてから入手となり、一般の書店には置かれていない。
なお、特集コーナーについては、ホームページで見ることができる。